# Gau-Bischofsheim
Gau-Bischofsheim – miejscowość i gmina w Niemczech, w kraju związkowym Nadrenia-Palatynat, w powiecie Mainz-Bingen, wchodzi w skład gminy związkowej Bodenheim.